# Forty Nyskie
Forty Nyskie este o arie protejată (sit de importanță comunitară — SCI) din Polonia întinsă pe o suprafață de 53,09 ha, integral pe uscat.

## Localizare
Centrul sitului Forty Nyskie este situat la coordonatele 50°28′54″N 17°19′27″E / 50.4817°N 17.3242°E.

## Înființare
Situl Forty Nyskie a fost declarat sit de importanță comunitară în aprilie 2004 pentru a proteja 5 specii de animale.

## Biodiversitate
Situată în ecoregiunea continentală, aria protejată conține 1 habitat natural: Păduri de stejar și carpen Galio-Carpinetum.
La baza desemnării sitului se află mai multe specii protejate de  mamifere (5): liliac cârn (Barbastella barbastellus), liliac cu urechi mari (Myotis bechsteinii), liliac cărămiziu (Myotis emarginatus), liliac comun (Myotis myotis), liliacul mic cu potcoavă (Rhinolophus hipposideros).